# Anatis
Anatis es un género de escarabajos de la familia Coccinellidae. Se encuentra en el Neártico y es de hábitos arbóreos. Es de gran tamaño en comparación con otros coccinélidos,  7.2 a 10.5 mm de largo y 5.5 a 9.0 mm de ancho.
Se alimenta principalmente de áfidos, pero también de orugas y larvas de moscas sierra.
Contiene seis especies, cuatro de ellas en Norteaméricas:

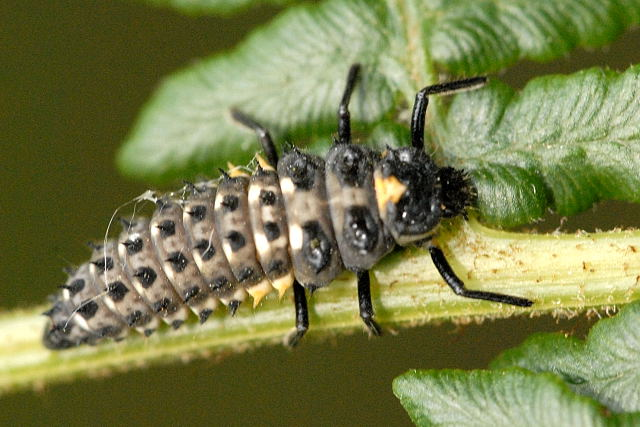
Anatis.ocellata, larva

- Anatis halonis
- Anatis labiculata
- Anatis lecontei
- Anatis mali
- Anatis ocellata
- Anatis rathvoni